# Synaphea stenoloba
Synaphea stenoloba är en tvåhjärtbladig växtart som beskrevs av Alexander Segger George. Synaphea stenoloba ingår i släktet Synaphea och familjen Proteaceae. Inga underarter finns listade i Catalogue of Life.